# Присліп (перевал)
При́сліп — гірський перевал в Українських Карпатах. Розташований на межі Хустського і Тячівського районів Закарпатської області, на вододілі річок Тереблі і Тересви, між хребтами Красна (на півдні) та Стримба (на півночі).

## Інформація
Висота перевалу — 836 м. На перевалі є капличка і підготовлені місця для відпочинку (альтанки, столики, туалет). З перевалу ведуть туристичні маршрути на Красну і Стримбу.

## Дорога
Перевалом проходить автодорога місцевого значення, яка з'єднує села Німецька Мокра і Колочава. Раніше дорога була важкопрохідною і годилась хіба що для гужового транспорту чи автомобілів підвищеної прохідності, проте у 2016 році дорогу відремонтували силами НПП "Синевир" і Міжгірського та Мокрянського лісництв. Дорога закрита для автопоїздів. Взимку перевалом не користуються.

## Галерея

Альтанка і вказівники
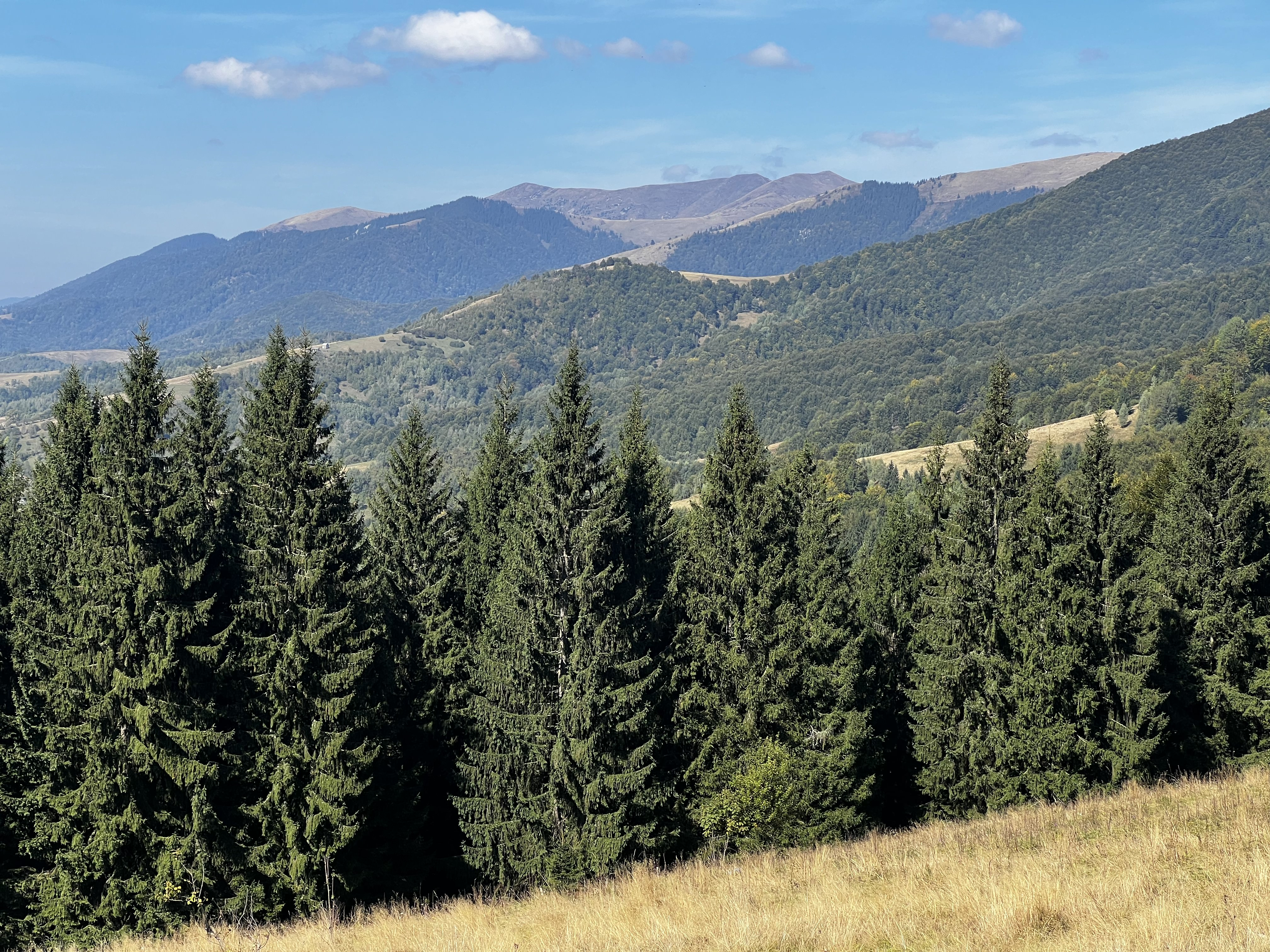
Вид на хребет Пішконя
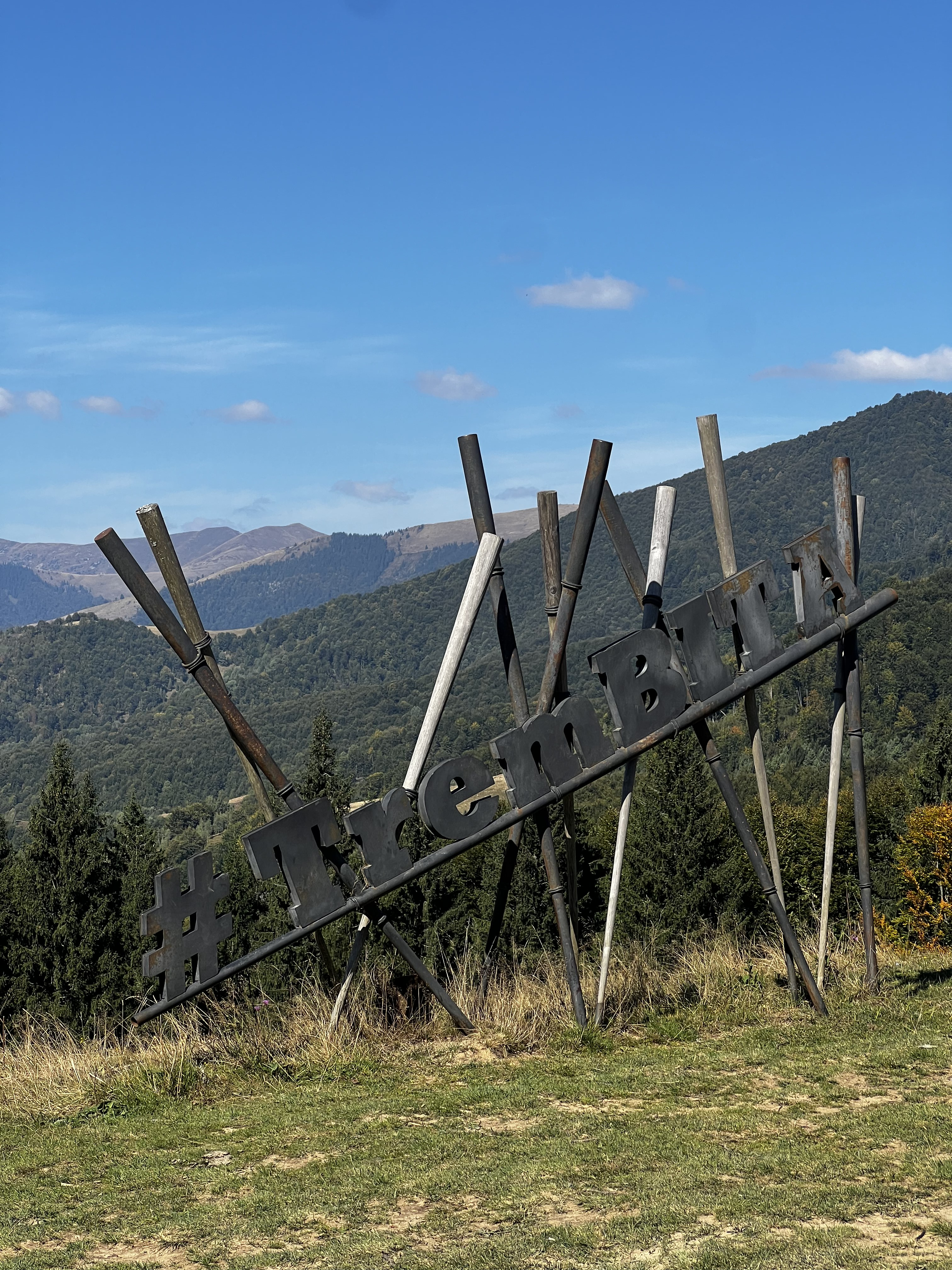
Арт-об'єкт "Трембіта"
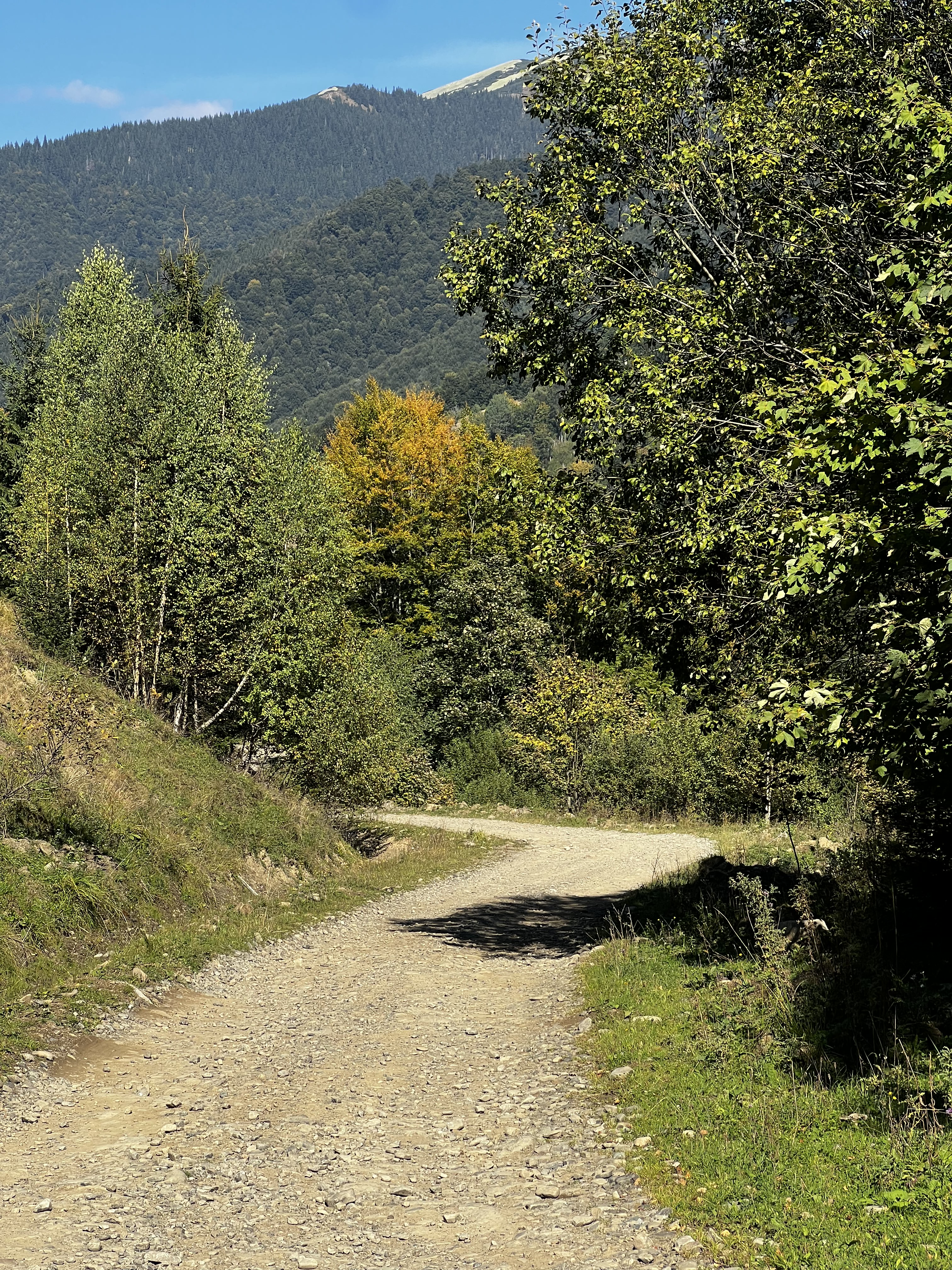
Дорога на підйомі до перевалу
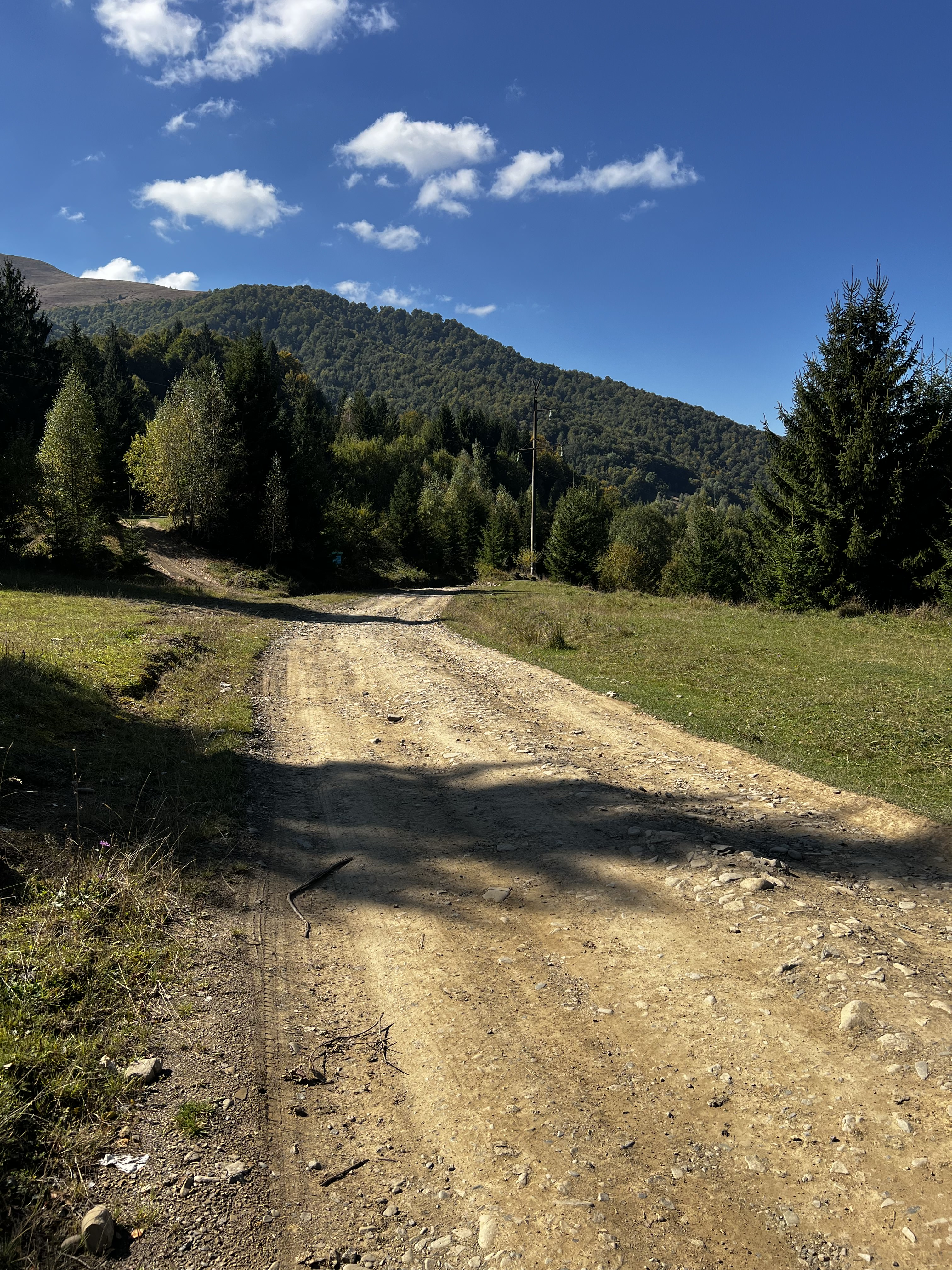
Стан дороги на перевалі

## Цікаві факти
- У Карпатах є ще кілька перевалів місцевого значення з назвою Присліп, наприклад, у Ґорґанах, у Верхньодністровських Бескидах тощо.